# تود بوترايت
تود بوترايت (بالإنجليزية: Todd Boatwright)‏ هو مذيع أخبار وصحفي أمريكي، ولد في 5 سبتمبر 1965 في دالاس في الولايات المتحدة.